# Цолликофер, Егор Тимофеевич
Егор Тимофеевич Цолликофер (Георг Рупрехт Цолликофер, нем. Georg Ruprecht Zollikofer, также встречается вариант Егор Трофимович Цолликофер; 2 октября 1802, Санкт-Галлен — 12 (24) мая 1874, Санкт-Петербург) — русский архитектор швейцарского происхождения.

## Биография и семья
Родился в Швейцарии, в немецком кантоне Санкт-Галлен. Учился в Вене и Берлине. В молодости приехал в Санкт-Петербург, где получил звание техника и работал помощником архитектора А. П. Брюллова на многих казённых и частных постройках. Участвовал в конкурсе проектов постройки лютеранской церкви св. Петра и Павла, где победил проект А. П. Брюллова, Во время возведения церкви Е. Т. Цолликопфер руководил строительными работами, а в 1840 году перестраивал интерьер церкви для установки там органа. Кроме того, Е. Т. Цолликопфер самостоятельно построил ряд зданий в Санкт-Петербурге и в его окрестностях, а также выполнял многочисленные заказы на перестройку и расширение частных домовладений.
Умер в Санкт-Петербурге, похоронен на Волковском лютеранском кладбище.

### Семья
Жена — София Цолликофер (урожд. Юнкер, представительница банкирской семьи Юнкеров, 1811—1873). Дети — Георг Рупрехт Иоганн, Отто Людвиг (1848—1919), Вильгельм Даниэль и Эмилия Луиза Бетти (в замужестве Гермейер, 1841 — после 1917).
- Георг Рупрехт Иоганн (Георгий Георгиевич) Цолликофер (1839—1895, Санкт-Петербург) окончил Императорскую Академию художеств[источник не указан 768 дней] в звании неклассного художника, работал архитектором. Его сын — петербургский архитектор Георгий Георгиевич (Георг Вильгельм) Цолликофер (1877 — ?)., Царскосельский земский инженер.
- Вильгельм Даниэль (Василий Егорович) Цолликофер (1849, Санкт-Петербург — 1925, Санкт-Галлен) являлся владельцем Чугунолитейного завода и председателем администрации по делам петербургского акционерного общества вагоностроительного завода «Двигатель»[4][5], занимался благотворительностью, вместе с женой Эмилией Антуанеттой (урожд. Юнкер) и детьми Львом (Людвигом) и Эмилией выступил учредителем Общества призрения бедных детей[6]. После революции уехал вместе с семьей на историческую родину, в Швейцарию.
- Муж Эмилии Цолликофер — уроженец Пярну Эдуард Андреевич Гермейер (1842—1916), провизор, магистр фармации, общественный деятель, внесший значительный вклад в развитие фармацевтики Санкт-Петербурга[7], надворный советник. В 1890 году вместе с женой и детьми был признан в потомственном дворянском достоинстве с правом на внесение в третью часть Дворянской родословной книги, семья также получила личный герб, внесённый в Общий гербовник (ОГ, XV, 70)[8]. Их дочь Эмма вышла замуж за Александра Васильевича Шауба, представителя известной архитекторской семьи: его отец и брат являются авторами многих зданий в Санкт-Петербурге.

## Проекты в Санкт-Петербурге
| Дата постройки  | Адрес                                                                                            | Описание                                                                    | Примечание | Изображение                                          | Статус                                               |
| --------------- | ------------------------------------------------------------------------------------------------ | --------------------------------------------------------------------------- | --- | ---------------------------------------------------- | ---------------------------------------------------- |
| 1822            | 1-я Красноармейская улица, д. № 20                                                               | Дом Е. Т. Никитиной                                                         | В 1881 году перестроен П. О. Осиповым |                                                      |                                                      |
| 1828—1830       | Невский проспект, д. № 4                                                                         | Дома Е. Янсена и В. Фурлонга — Дом А. И. Гергенса                           | Реконструкция существовавшего дома, постройка дворовых флигелей. В 1872—1874 годах дом реконструировали арх. В. А. Шрётер и И. С. Китнер                   | Невский пр., 4                                       |                                                      |
| 1830—1832       | Невский проспект, д. № 22 / Большая Конюшенная улица, д. № 14                                    | Дом лютеранской церкви св. Петра и Павла                                    | В 1910—1911 годах арх. В. Э. Коллинс надстроил дом двумя этажами                                                                                           | Невский пр., 22                                      | Объект культурного наследия № 7810608001             |
| 1831            | Гражданская улица, д. № 19 / Столярный переулок, д. № 5                                          | Дом И. Иохима («Дом Раскольникова»)                                         | | Дом Раскольникова                                    | памятник архитектуры (вновь выявленный объект) [ 9 ] |
| 1831            | Почтамтская улица, д. № 8                                                                        | Дом К. Н. Корфа                                                             | Перестройка здания XVIII века. В 1881—1886 годах частично перестроено арх. А. Л. Гуном                                                                     |                                                      | памятник архитектуры (вновь выявленный объект) [ 9 ] |
| 1831—1832       | Переулок Гривцова, д. № 9 / Гражданская улица, д. № 1                                            | Дом И. А. Тишнера                                                           | Перестройка и расширение существовавшего дома, построенного на рубеже XVIII—XIX веков                                                                      | Дом И. А. Тишнера                                    | памятник архитектуры (вновь выявленный объект) [ 9 ] |
| 1831—1833       | Невский проспект, д. № 24 / Малая Конюшенная улица, д. № 9                                       | Доходный дом лютеранской церкви св. Петра и Павла                           | В 1910—1911 годах арх. В. Э. Коллинс надстроил дом двумя этажами                                                                                           | Невский пр., 24                                      | Объект культурного наследия № 7810608002             |
| 1831—1839       | Набережная Обводного канала, д. № 142 / Старо-Петергофский проспект, д. № 16                     | Доходный дом С. А. Пазетти                                                  | Перестроен в 1894—1895 и в 1898—1900 годах арх. Ф. Ф. Шерцером. В советское время также перестраивался                                                     | Дом С. А. Пазетти                                    |                                                      |
| 1832            | Моховая улица, д. № 30                                                                           | Доходный дом Кельберга — Доходный дом А. К. Есаковой                        | Построен с включением существовавшего здания. В этом доме в 1843—1844 и 1845—1869 годах жил и умер композитор А. С. Даргомыжский                           | Доходный дом Кельберга                               | Объект культурного наследия № 7810599000             |
| 1832—1833       | Набережная Мойки, д. № 40 / Большая Конюшенная улица, д. № 27                                    | Здание гостиницы «Демут» (дом по наб. Мойки)                                | Здание перестраивалось в 1876—1877 году арх. К. К. Андерсоном, в 1892—1894, 1898 годах — арх. А. Ф. Красовским; надстройка 1911 года — арх. Н. И. Алексеев | Мойка, 40                                            | Объект культурного наследия № 7802346000             |
| 1832—1833       | Набережная Лейтенанта Шмидта, д. № 9 / 8-я линия В. О., д. № 1 / Академический переулок, д. № 20 | Дом П. М. Салтыкова — Дом Кенигов                                           | Надстройка корпуса по 8-й линии вторым этажом и мансардой                                                                                                  | Лейтенанта Шмидта, 9                                 | памятник архитектуры (вновь выявленный объект) [ 9 ] |
| 1833—1838, 1840 | Невский проспект, д. № 22А                                                                       | Лютеранская церковь св. Петра и Павла                                       | Руководство строительными работами, внутренняя перепланировка                                                                                              | Лютеранская церковь св. Петра и Павла                | Объект культурного наследия № 7810608004             |
| 1833, 1842      | Средний проспект, д. № 10 / Кадетская линия, д. № 25                                             | Дом купца И. Ф. Остерлова                                                   | Надстройка и продление здания по Среднему пр. В этом доме с конца 1854 до осени 1855 года жил П. И. Чайковский                                             |                                                      |                                                      |
| 1835            | Невский проспект, д. № 55                                                                        | Дом Ф. Г. Громова — Дом А. Н. Тряничева                                     | Перестройка. В 1892 году дом перестроен арх. А. В. Ивановым                                                                                                | Невский, 55                                          | Снесен в 2005 году, воссоздан в 2009 году            |
| 1835—1837       | Набережная Фонтанки, д. № 131 / Большая Подьяческая улица, д. № 36                               | Доходный дом С. И. и Б. И. Марголиных                                       | В 1914 году дом был перестроен арх. А. Л. Лишневским | Доходный дом Марголиных                              |                                                      |
| 1836            | улица Глинки, д. № 6                                                                             | Особняк Гюбена (Гюбеня) — особняк В. Ф. Щигельского                         | Расширение. В 1857—1858 годах дом перестроен арх. Л. Л. Бонштедтом                                                                                         | Особняк В. Ф. Щигельского                            | памятник архитектуры (вновь выявленный объект) [ 9 ] |
| 1836            | Проспект Римского-Корсакова, д. № 35 / Улица Глинки, д. № 8                                      | Особняк Е. О. Горголи                                                       | Перестройка. В 1845—1847 годах перестроен арх. И. Д. Корсини под здание статс-секретариата царства Польского                                               | Особняк Е. О. Горголи                                | памятник архитектуры (вновь выявленный объект) [ 9 ] |
| 1836            | Литейный проспект, д. № 8 / Улица Чайковского, д. № 21                                           | Дом Т. И. Певицкой-Боровицкой — Доходный дом А. М. и А. М. Тупиковых        | Надстройка. В 1845 и 1876 годах дом перестраивался и расширялся арх. Ю. О. Дютелем                                                                         |                                                      |                                                      |
| 1836            | Улица Якубовича, д. № 22                                                                         | Дом Тампера                                                                 | | Дом Тампера                                          | памятник архитектуры (вновь выявленный объект) [ 9 ] |
| 1838            | 7-я линия, д. № 86 / набережная р. Смоленки, д. № 8                                              | Дом Шредера                                                                 | Надстройка существовавшего дома | Дом Шредера                                          | памятник архитектуры (вновь выявленный объект) [ 9 ] |
| 1839            | Улица Пестеля, д. № 21                                                                           | Доходный дом Л. Брунса                                                      | Первоначальный проект. Осуществлен с изменениями арх. О. В. Бремером                                                                                       | ул. Пестеля, 21                                      | памятник архитектуры (вновь выявленный объект) [ 9 ] |
| 1839            | Улица Пестеля, д. № 19 / Моховая улица, д. № 24                                                  | Доходный дом (в середине 1850-х годов принадлежал самому Е. Т. Цолликоферу) | Надстройка, перестройка. В 1874 году также надстраивался и перестраивался арх. А. И. Аккерманом                                                            | ул. Пестеля 19, ул. Моховая 24                       |                                                      |
| 1840            | Большой проспект Петроградской стороны, д. № 9 / Съезжинская улица, д. № 1                       | Доходный дом И. Ф. Бурмейстера                                              | | Доходный дом И. Ф. Бурмейстера (слева)               | памятник архитектуры (вновь выявленный объект) [ 9 ] |
| 1840            | Университетская набережная, д. № 23 / Академический переулок, д. № 6                             | Дом А. Черкасского (Р. Риттера)                                             | В 1940-х годах дом был надстроен, фасад переоформлен | Университетская набережная, 23                       | памятник архитектуры (вновь выявленный объект) [ 9 ] |
| 1840—1841       | Большой проспект Васильевского острова, д. № 8 / 3-я линия, д. № 4                               | Доходный дом купца В. Ф. Юнкера                                             | Надстройка существовавшего дома вторым и третьим этажом, расширение                                                                                        | Университетская набережная, 23                       | Объект культурного наследия № 7800000060             |
| 1841—1842       | Тучков переулок, д. № 4 / Кубанский переулок, д. № 1 / Кадетская линия, д. № 9                   | Доходный дом Ф. И. Клеменца (А. И. Винтера)                                 | В 1900 году перестроен арх. Ф. И. Лидвалем | Дом Клеменца (Винтера)                               | Объект культурного наследия № 7830439000             |
| 1841, 1847—1849 | Тучков переулок, д. № 6 / Кадетская линия, д. № 11 / Кубанский переулок, д. № 2                  | Дом Р. В. Риттера                                                           | Надстройка (правая часть), перестройка. В 1849—1852 годах дом перестроен арх. Л. Л. Бонштедтом                                                             | Кадетская линия, 11                                  | памятник архитектуры (вновь выявленный объект) [ 9 ] |
| 1842            | Невский проспект, д. № 25 / Казанская улица, д. № 1                                              | Дом Казанского собора                                                       | Дворовые флигели — расширение и надстройка |                                                      | Объект культурного наследия № 7802544000             |
| 1842            | Садовая улица, д. № 35 / Спасский переулок, д. № 14                                              | Доходный дом (дом Н. Н. Баггаут)                                            | Перестройка, расширение. Надстроен пятым этажом и мансардой в 2000-х годах                                                                                 | Садовая, 35                                          |                                                      |
| 1862            | 4-я Красноармейская улица, д. № 20 / Советский переулок, д. № 8                                  | Особняк Ф. Белинга                                                          | | Особняк Ф. Белинга                                   |                                                      |
| 1863            | Академический переулок, д. № 8                                                                   | Дом купцов Чиркиных — Дом И. К. Кузьмина                                    | Частичная перестройка существовавшего здания 1760-х годов постройки. В 1904 году дом был надстроен третьим этажом                                          | Дом купцов Чиркиных                                  | памятник архитектуры (вновь выявленный объект) [ 9 ] |
| 1864—1867       | 11-я Красноармейская улица, д. № 11                                                              | Завод оцинкованного железа С. А. Трайнина                                   | Производственное здание (правый корпус) |                                                      |                                                      |
| 1866            | Набережная Обводного канала, д. № 92 / Заозёрная улица, д. № 2                                   | Дом Е. Т. Цолликофера — Водочный завод «Келлер и К°»                        | Перестроено под водочный завод в 1883-1887 годах арх. П. П. Нарановичем, затем перестраивалось в 1891—1893 годах арх. М. Ф. Андерсином                     | Дом Е. Т. Цолликофера — Водочный завод «Келлер и К°» | памятник архитектуры (вновь выявленный объект) [ 9 ] |